# Stade Pourcin
Le stade Pourcin était le principal stade de football de l'agglomération Fréjusienne. Son club résident est l'Étoile Football Club Fréjus Saint-Raphaël, né de la fusion de l'Étoile sportive fréjusienne et du Stade raphaëlois, club voisin, le 16 mars 2009. Il est aujourd'hui complètement rasé depuis 2015.

## Histoire
Inauguré en 1947, le stade porte le nom de Eugène Pourcin, l'une des nombreuses victimes de la rupture du Barrage de Malpasset ayant eu lieu le 2 décembre 1959.
La tragédie de Malpasset ayant secoué l'Europe, de nombreuses personnalités ont aidé la ville. Le Real Madrid a offert au club la tribune principale du stade. Cette tribune fut renommée Tribune René Félix en 2005, sa capacité est de 600 places assises.
En juillet 2014, la municipalité de Fréjus annonce la vente des terrains du stade. Le stade sera détruit et remplacé par une "coulée verte" et des logements proches du centre-ville. On ne sait pas ce qu'est devenue la tribune offerte par le Real Madrid. L'Étoile Football Club Fréjus Saint-Raphaël jouera temporairement dans le second stade de l'agglomération, "Louis Hon" à Saint-Raphaël, avant la construction d'un nouveau stade de 3000 places extensible à Fréjus, promet le maire de la ville. Le stade est entièrement rasé en 2015.